# Гіпнотичний погляд (1960)

## Гіпнотичне око
Гіпнотичне око (англ. The Hypnotic Eye) — американський фільм жахів 1960 року, знятий режисером Джорджем Блером. Фільм належить до жанру психологічного трилера та розповідає про таємничого гіпнотизера, який використовує свої здібності для маніпулювання жінками та змушує їх вчиняти злочини.

## Сюжет
У центрі сюжету — серія загадкових убивств, які відбуваються після сеансів гіпнозу. Молода жінка, Марта, стає об’єктом уваги гіпнотизера містера Розена. Він використовує свій гіпнотичний погляд, щоб контролювати людей і змушувати їх вчиняти злочини. Після введення в гіпноз жертви стають безвольними і виконують його накази.
Марта, яка сама потрапляє під вплив гіпнозу, стає свідком того, як люди навколо неї зникають або гинуть за загадкових обставин. У ході розслідування з’ясовується, що багато жертв були піддані гіпнозу.
Фільм досліджує теми маніпуляції людською свідомістю, психології та небезпеки надмірного контролю через гіпноз.

### У ролях
- Жак Бергер — містер Розен, гіпнотизер
- Марсія Хендерсон — Марта
- Джо Патрік — детектив, який розслідує злочини

## Особливості фільму
Фільм відрізняється містичною атмосферою та використанням гіпнозу як інструменту контролю над особистістю. Це приклад низькобюджетного хоррору 1960-х років, який став культовим завдяки своєму незвичайному сюжету та темам маніпуляції свідомістю.

## Цікаві факти
- Фільм був знятий у жанрі низькобюджетного хоррору, характерного для того часу.
- Гіпноз у фільмі використовується як засіб створення страху та напруження серед глядачів.